# Hilda Clark
Hilda Katherine Clark (later Hilda Flower) (Leavenworth, 1872  – Miami Beach, mei 1932) was een Amerikaanse zangeres, actrice, en model en is vooral bekend als ‘gezicht’ van reclame-uitingen van Coca-Cola tussen 1899 en 1904.

## Leven

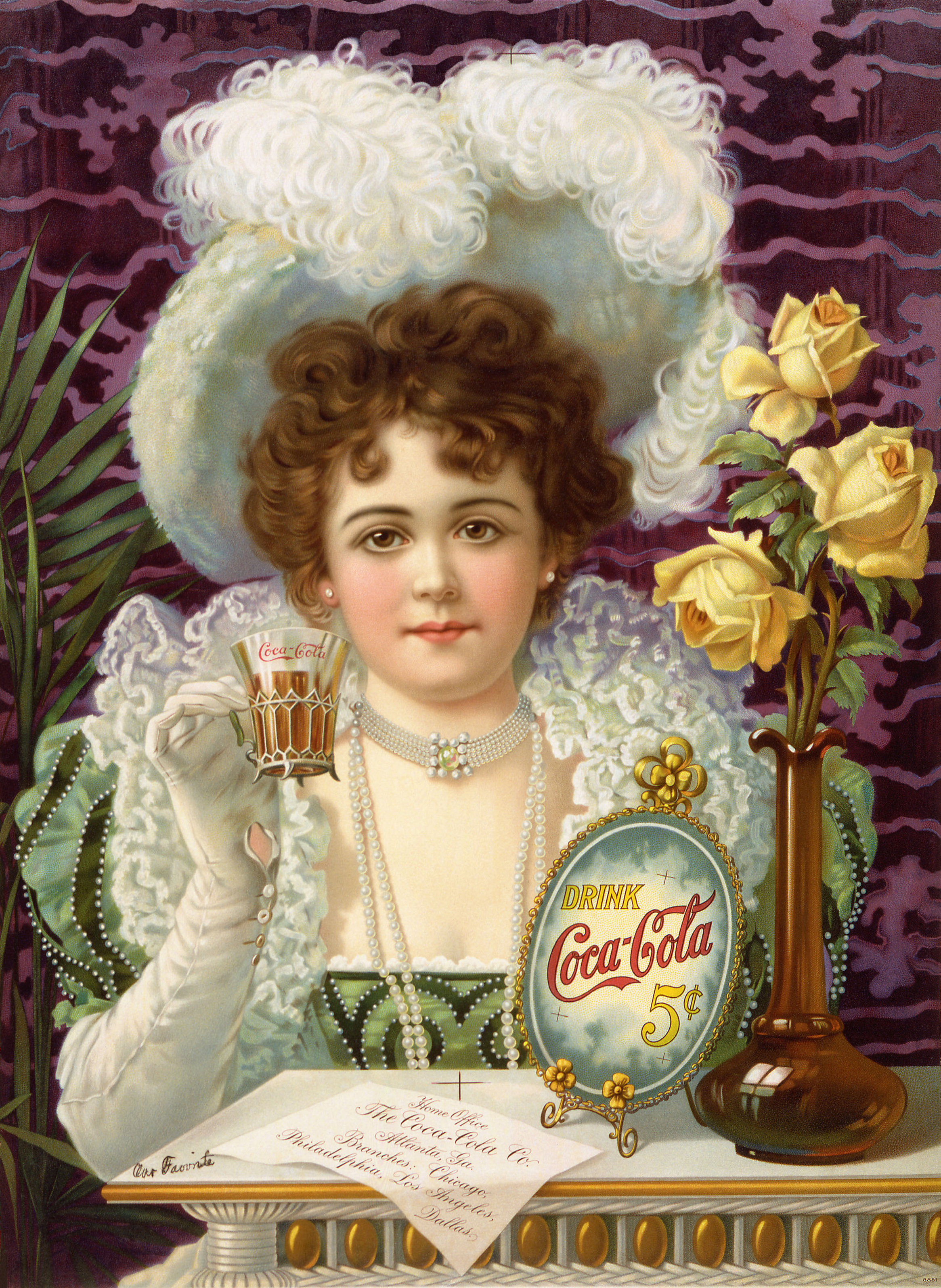
Hilda Clark, getekend op een reclameposter van Coca-cola

Ze werd geboren als dochter van Lydia en Milton Edward Clark, een bankier uit Kansas. Als jong volwassene vertrok ze naar Boston. Daar viel ze op vanwege haar zangtalent en werd ze beschouwd als de prima donna van de Bostonians" Opera Company. Op advies vertrok ze voor twee jaar naar Europa om muziek te studeren. Na haar terugkomst werd ze sopraan in het koor van de St. Marks Church in New York. In 1895 speelde ze de titelrol in de musical The Princess Bonnie in het Broadway theater. Ook speelde ze in de operette The Bride Elect van John Philip Sousa. Clark werd voornamelijk geroemd vanwege haar zangkwaliteiten en leek minder bedreven in het acteren. Ze blonk voornamelijk uit in de Amerikaanse variant van het vaudeville genre en in de lichte opera.
In 1903 trouwde Clark met Frederick Stanton Flower, een vooraanstaande industrieel in New York. Het huwelijk betekende direct het einde van haar zang- en acteercarrière, ze liet het podium achter zich. In mei 1932 kwam Clark Flower als weduwe te overlijden en liet zij een erfenis achter van 25.683,19 dollar.

## Model
De uiterlijke verschijning van Clark bleef in haar tijd, net als haar zang, niet onopgemerkt. In 1890 werd haar schoonheid beschreven in een artikel van The Cosmopolitan over Amerikaanse Schoonheid.  Rondom datzelfde jaar verscheen zij op een van de ruilkaarten rondom het thema 'actrices' die werden uitgegeven door Kinney Brothers Tobacco Company, ter promotie van hun sigaretten.
Vanaf 1899 werd Clark het gezicht van diverse reclame-uitingen (onder andere advertenties, kalenders en dienbladen) voor The Coca-Cola Company en poseerde zij voor het eerst voor lithografisch werk. Diverse afbeeldingen van haar zouden worden gebruikt tot 1904. Clark, samen met operazangeres Lilian Noridica, waren de eerste beroemdheden waarmee de Coca-Cola Company pionierde om hun producten te promoten.